# Karaops ngarutjaranya
Espèce
Karaops ngarutjaranya est une espèce d'araignées aranéomorphes de la famille des Selenopidae.

## Distribution
Cette espèce est endémique du Nord de l'Australie-Méridionale,. Elle se rencontre vers le mont Woodroffe.

## Description
Le mâle holotype mesure 3,99 mm et la femelle paratype 7,14 mm.

## Publication originale
- Crews & Harvey, 2011 : The spider family Selenopidae (Arachnida, Araneae) in Australasia and the Oriental region. ZooKeys, no 99, p. 1-103 (texte intégral).